# Composició II, en vermell, blau i groc
Composició II, en vermell, blau i groc és un quadre de l'artista holandès Piet Mondrian, pintat l'any 1930.

## Descripció
Composició II, en vermell, blau i groc és una pintura a l'oli sobre tela. Consisteix en una composició abstracta, formada per diversos rectangles separats per línies negres horitzontals i verticals. Dues terceres parts del quadre, a dalt a la dreta, són ocupades per un quadrat vermell. La cantonada inferior esquerra conté un rectangle blau, i la cantonada inferior dreta un de groc, més petit que els anteriors. Els altres rectangles són blancs.
La tècnica utilitzada és prou complexaː Piet Mondrian feia un esbós de l'obra amb carbó, després hi enganxava trossos de paper pintat; afegia tires de cintes adhesiva, pintura i una mica més de carbó. Finalment reemplaçava tots els elements per pintura.